# Zamek Sammezzano
Zamek Sammezzano (wł. Castello di Sammezzano) – zamek we wsi Leccio, w gminie Reggello, w rejonie Toskania, w prowincji Florencja (Włochy).
Obiekt wybudowany w 1605 przez hiszpańskiego szlachcica Ximenesa d’Aragona. W XIX w. właścicielem był Ferdinando Panciatichi Ximenes d’Aragona, który przebudował zamek w stylu neomauretańskim w latach 1853–1889. Do II wojny światowej służył  jako luksusowy hotel z 365 pokojami, każdy z unikalną, mauretańską dekoracją, otoczony parkiem o powierzchni 450 ha. Następnie został opuszczony i zamknięty. 

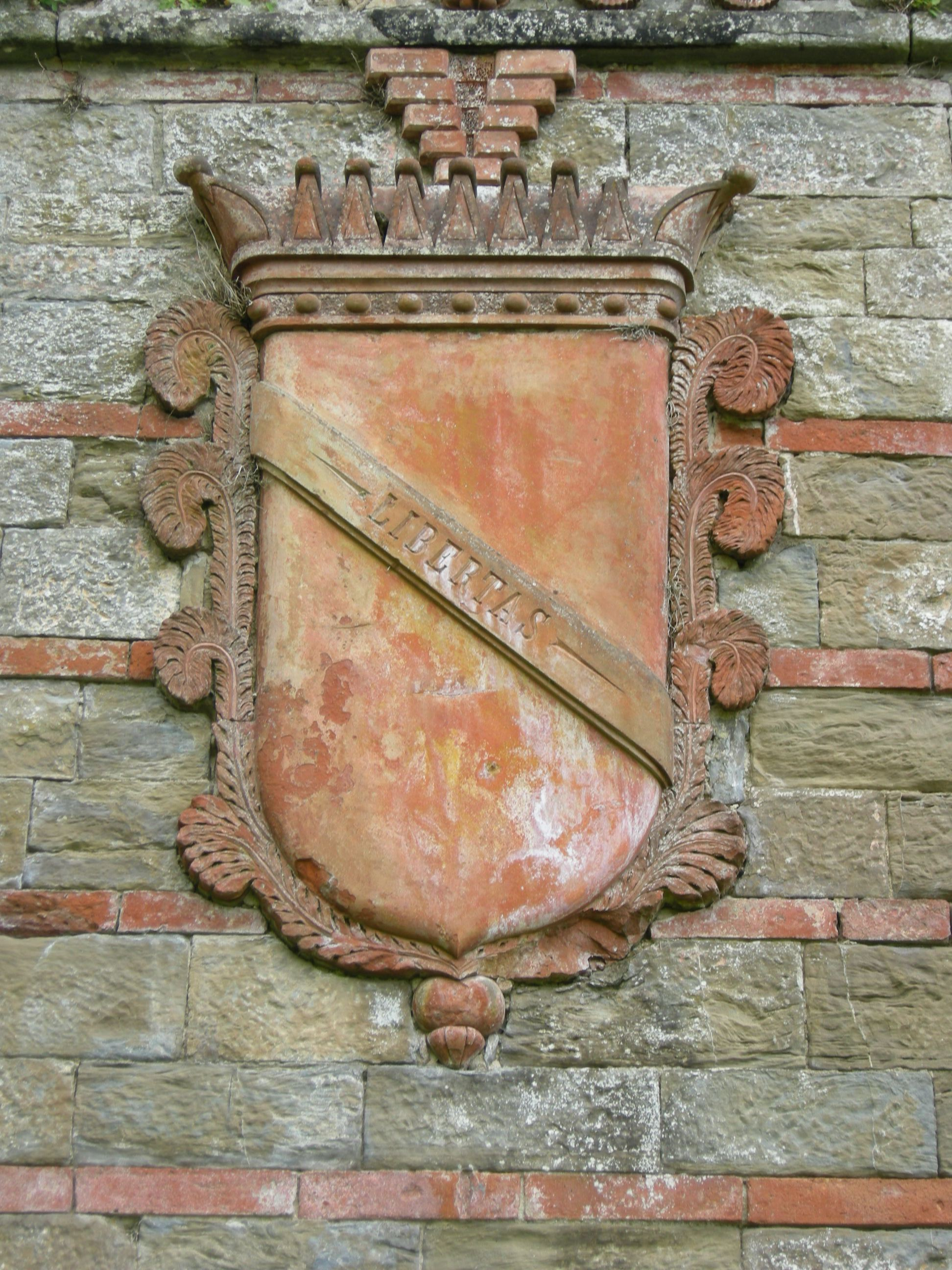
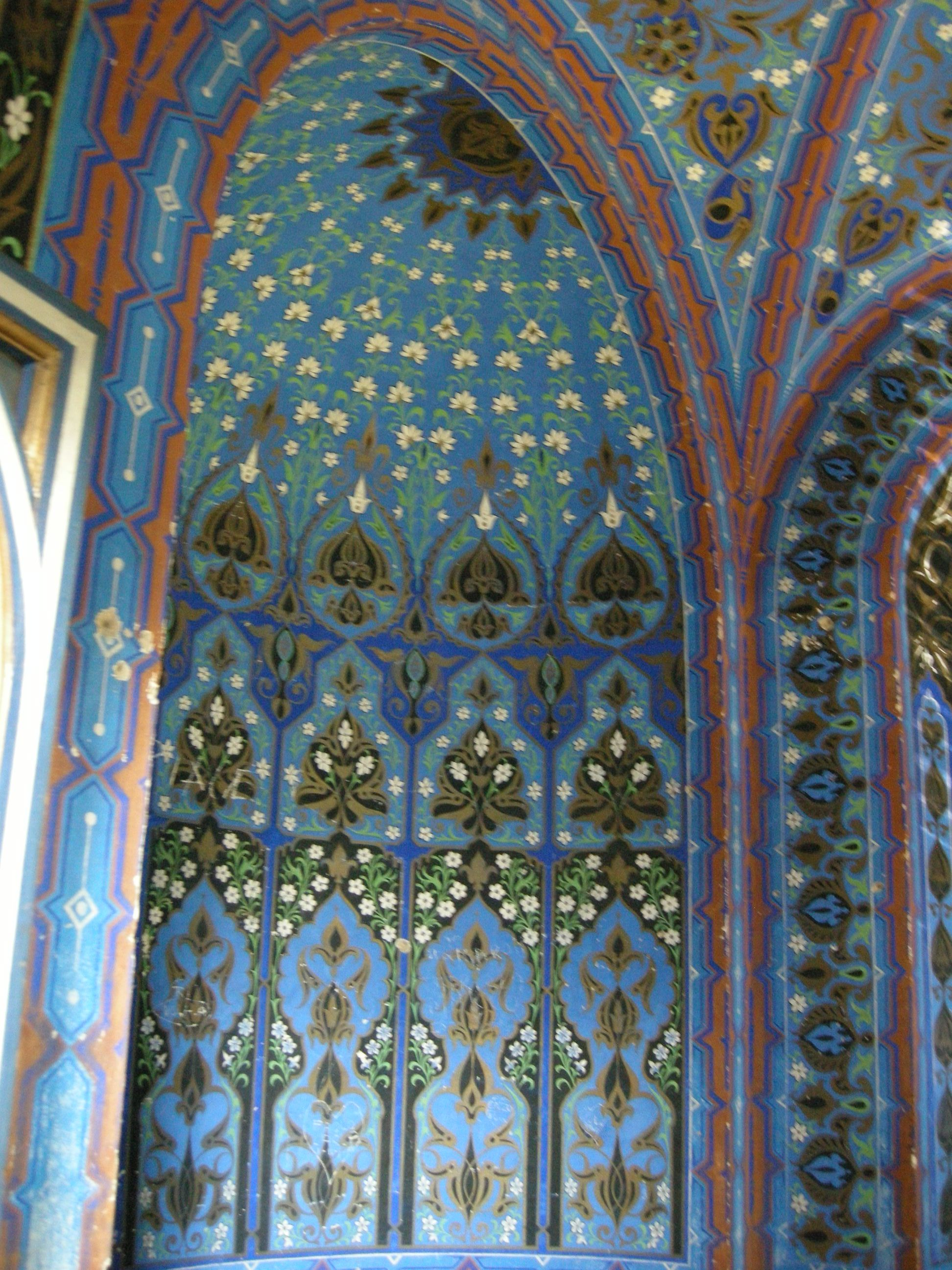
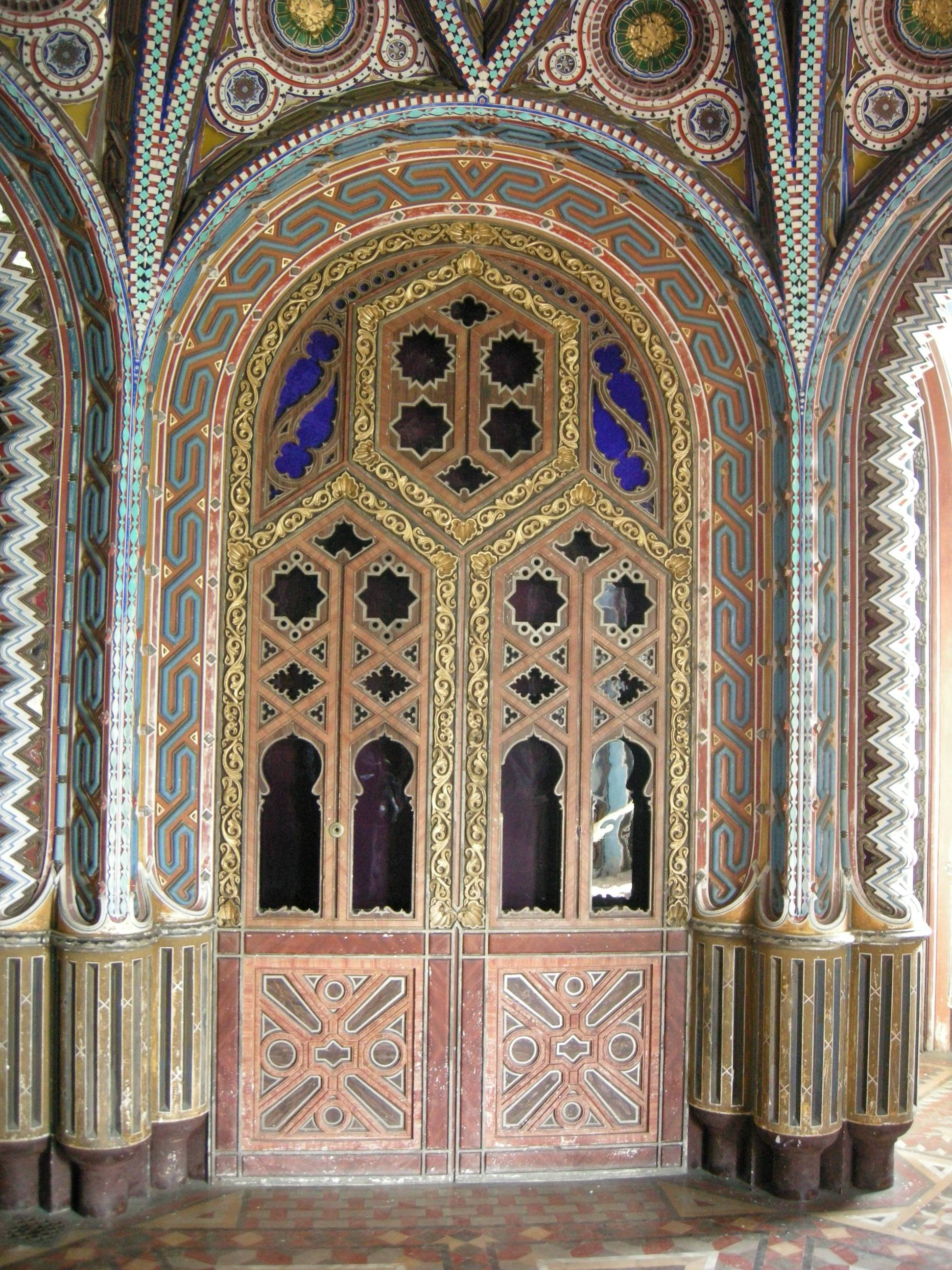
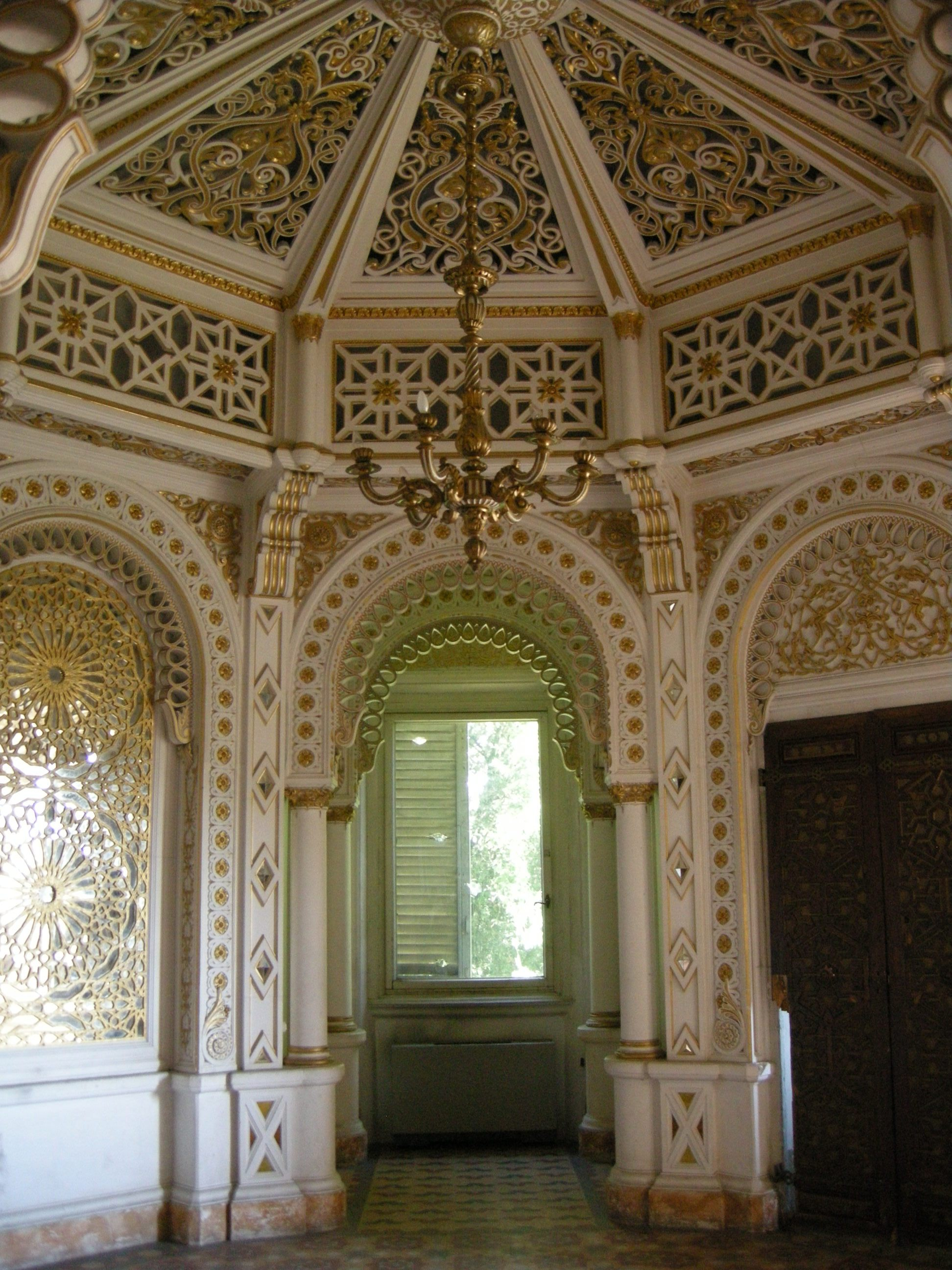
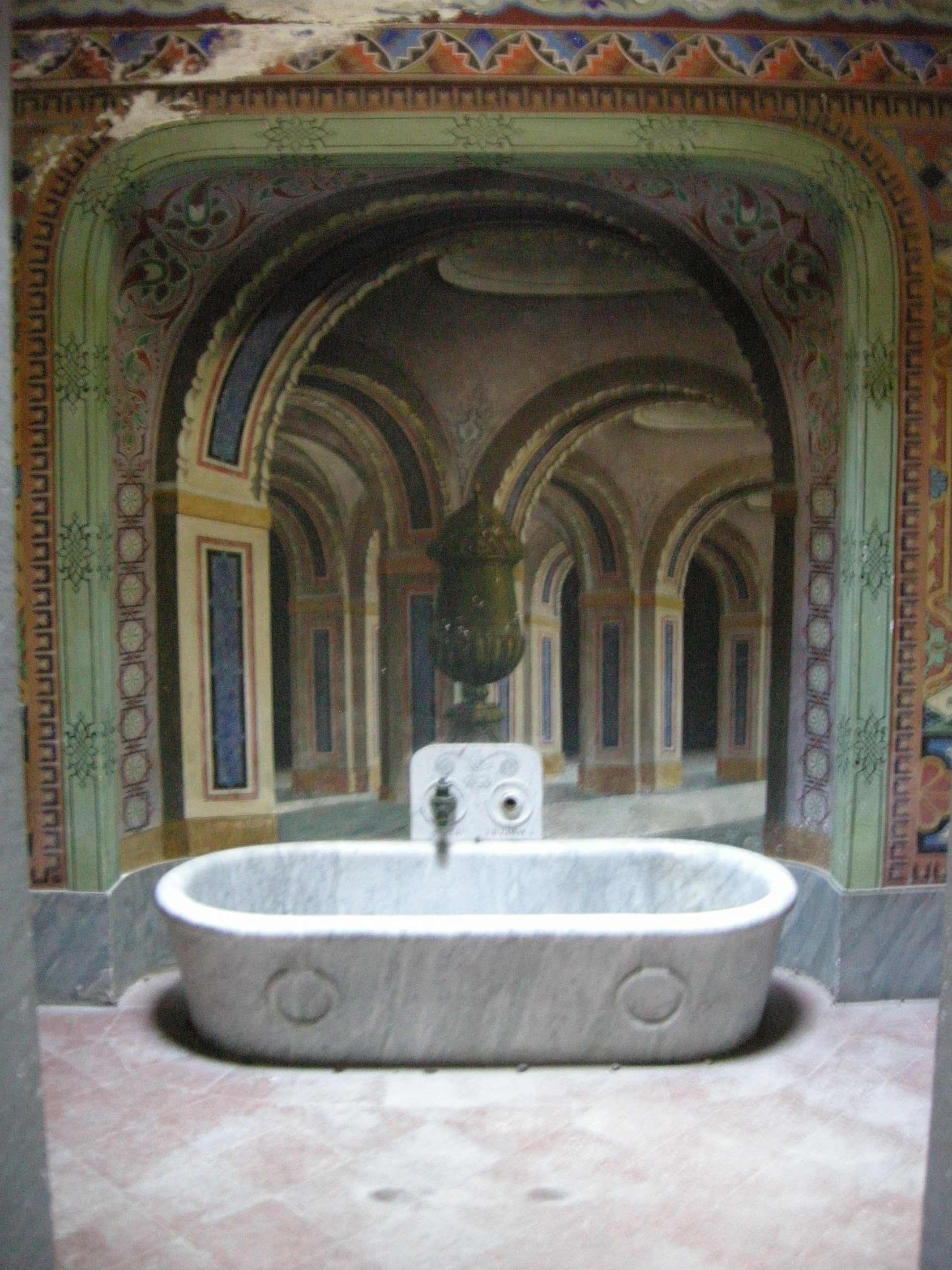